# HD 217786
HD 217786 är en dubbelstjärna i den södra delen av stjärnbilden Fiskarna. Den har en skenbar magnitud av ca 7,78 och kräver åtminstone en stark handkikare eller ett mindre teleskop för att kunna observeras. Baserat på parallax enligt Gaia Data Release 2 på ca 18,0 mas, beräknas den befinna sig på ett avstånd på ca 181 ljusår (ca 56 parsek) från solen. Den rör sig bort från solen med en heliocentrisk radialhastighet på ca 10 km/s. och ingår i Vintergatans tunna skiva.

## Egenskaper
Primärstjärnan HD 217786 A är en gul till vit stjärna i huvudserien av spektralklass F8 V. 
Den har en massa som är ungefär en solmassa, en radie som är ca 1,3 solradier och har ca 1,9 gånger solens utstrålning av energi från dess fotosfär vid en effektiv temperatur av ca 5 900 K. Stjärnan uppvisar stark stjärnfläcksaktivitet i ultravioletta våglängdsområdet.
En följeslagare med låg massa av ca 0,16 solmassa med en beräknad separation på 155 AE upptäcktes 2016. Egenrörelsen hos detta objekt tyder på att det är gravitationellt bundet till primärstjärnan, och dess omloppsbana ses från sidan. Om denna antas vara cirkulär är omloppsperioden för paret ca 6,2 miljoner år. Inga andra följeslagare har upptäckts inom en separation från 2,74 till 76,80 AE.

## Planetsystem
År 2010 upptäcktes med hjälp av metoden för mätning av radiell hastighet en exoplanet av typen superjupiter eller brun dvärg, HD 217786 Ab, i en excentrisk omloppsbana. Den höga excentriciteten kan orsakas av växelverkan med följeslagaren.
| Planet | Massa           | Halv storaxel (AE) | Siderisk omloppstid (d) | Excentricitet | Inklination | Radie |
| ------ | --------------- | ------------------ | ----------------------- | ------------- | ----------- | ----- |
| b      | ≥ 13,0 ± 0,8 MJ | 2,38 ± 0,04        | 1 320 ± 4               | 0,40 ± 0,05   | -           | -     |